# Robert Lippok

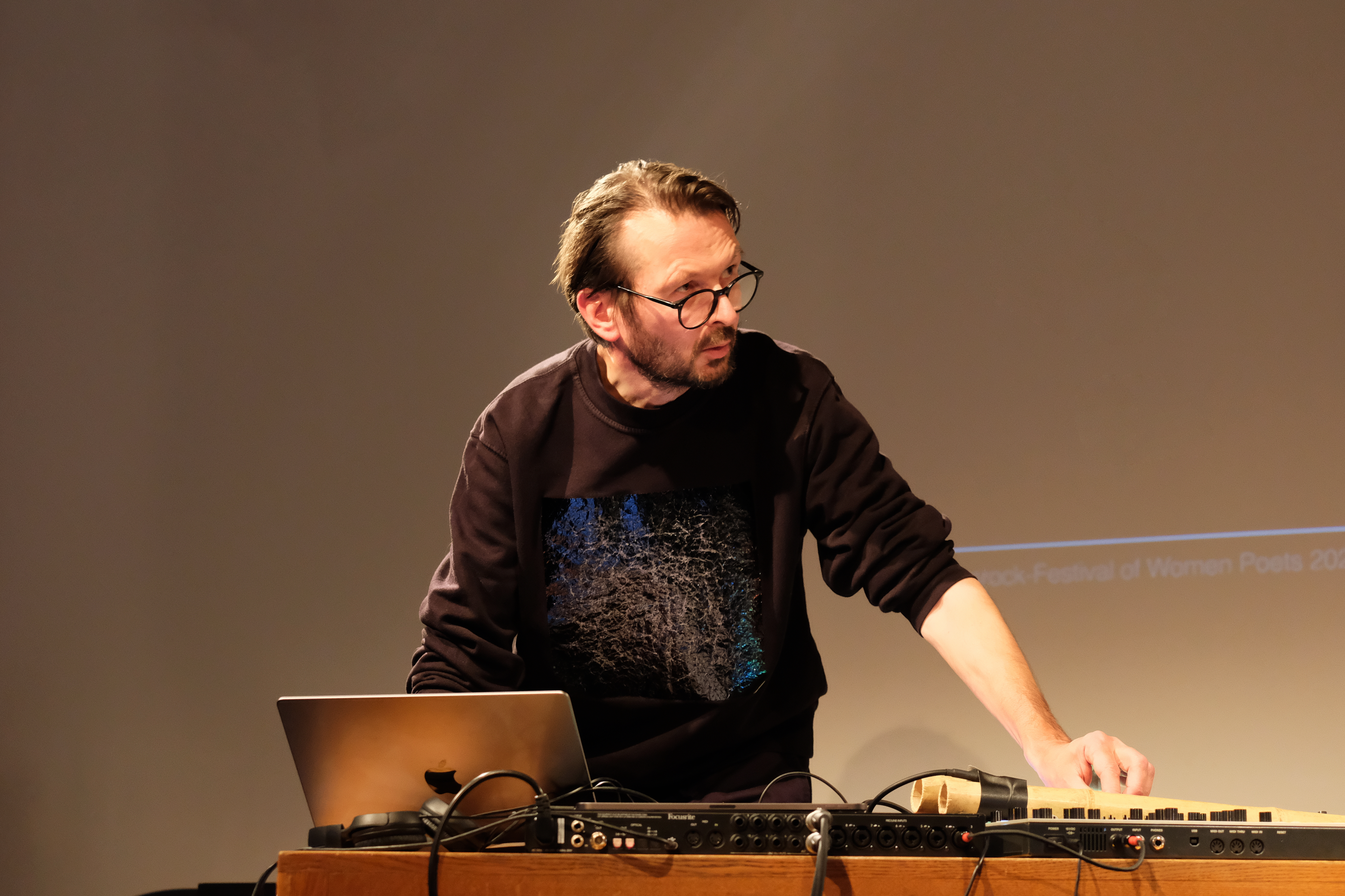
Robert Lippok (2022)

Robert Lippok (* 1966 in Ost-Berlin) ist ein deutscher Musiker, Komponist, bildender Künstler sowie Bühnen- und Kostümbildner. Er ist Mitbegründer der Bands Ornament und Verbrechen (zusammen mit Ronald Lippok) und To Rococo Rot (mit Ronald Lippok und Stefan Schneider).

## Jugend und Ausbildung
Lippok stammt aus einer katholischen Familie und wuchs am Zionskirchplatz in Berlin-Mitte auf. Lippoks Eltern waren sehr kunstinteressiert. Über einen Onkel kam Robert Lippok in Kontakt mit der Musik von Pink Floyd und Led Zeppelin, später hörte er regelmäßig die Radioshow von John Peel auf BFBS. Zusammen mit einem Schulfreund begann er Musik zu machen, dabei kam ein vom Vater des Freundes gestifteter gebrauchter Casio VL-1 zum Einsatz. Lippok lernte den Beruf des Theaterschuhmachers an der Deutschen Staatsoper Berlin. Anschließend studierte er Bühnenbild an der Kunsthochschule Weißensee. Bereits zu DDR-Zeiten stellte Lippok in der Berliner Galerie „Wohnmaschine“ aus.

## Schaffen

### Ornament und Verbrechen
1982 gründeten Lippok und sein Bruder Ronald in Ost-Berlin die Band Ornament & Verbrechen, die sie nach einem Werk des Architekten Adolf Loos benannten. Sie arbeiteten mit elektronischen Instrumenten, die in der DDR schwer zu bekommen waren und oft geliehen oder aus bestehendem Material umgebaut werden mussten. So manipulierten die Brüder ein Vermona-Rhythmusgerät oder borgten sich einen Korg MS-20 Analogsynthesizer. Als Perkussionsinstrumente verwendeten sie u. a. eine mit Fell bespannte Schublade, einen mit Legosteinen gefüllten Plastikkanister, ein Mopedauspuff wurde zum Saxophon umfunktioniert. Dabei war die Lust am Experimentieren nicht nur dem Materialmangel geschuldet, sondern stellte laut eigener Aussage Lippoks eine Entscheidung gegen die vorherrschende Rock-Ästhetik dar. Als Inspiration für die Band nannte Lippok Musik der Einstürzenden Neubauten, Die Tödliche Doris, Deutsch-Amerikanische Freundschaft, Throbbing Gristle und Cabaret Voltaire. Für sie interessante Musik hörten die Brüder z. B. über den Sender Freies Berlin und den RIAS. Musikalisch griffen sie Elemente von Industrial und Post-Punk auf und arbeiteten mit psychedelischen Elementen. In der DDR hatte die Band keine Spielerlaubnis, machte sich aber z. B. 1986 einen Spaß daraus, einen Piraten-Gig im Palast der Republik zu organisieren. Die inoffiziellen Musikaufnahmen und Mitschnitte von illegalen Auftritten wurden in Kleinauflagen als Kassetten – über das Kassettenlabel der Lippoks namens „Assorted Nuts“ – und teilweise zusammen mit selbstverlegten Zeitschriften vertrieben. Die Besetzung der manchmal unter Pseudonymen auftretenden Gruppe wechselte häufig, außer den Brüdern spielten im Laufe der Zeit um die 50 andere Musiker mit.
Die Band wurde nie aufgelöst: 2012 spielten Ornament und Verbrechen im Neuen Berliner Kunstverein. 2015 wurden sie im Rahmen der vom Goethe-Institut ausgerichteten Tourneeausstellung „Geniale Dilletanten“ neben anderen stilprägenden Bands der deutschen Subkultur der 1980er-Jahre umfangreich präsentiert. Im Jahr darauf verantwortete die Band die Musik für das Brecht-Fragment Untergang des Egoisten Johann Fatzer am Deutschen Theater in der Fassung von Tom Kühnel und Jürgen Kuttner. Am 13. Februar 2025 traten Ornament und Verbrechen als Teil des Begleitprogramms zur Ausstellung Andrea Pichel Wertewirtschaft im Hamburger Bahnhof auf.

### To Rococo Rot
1995 war Lippok nach einem Kreidler-Konzert in Berlin als DJ engagiert. Er kam dort mit dem Bassisten Stefan Schneider ins Gespräch und sie vereinbarten zusammen Musik zu machen. Das Vorhaben wurde in die Tat umgesetzt, als Lippok und sein Bruder eine gemeinsame Ausstellung in der Berliner Galerie „Weißer Elefant“ organisierten. Sie luden Schneider ein, mit an einer Picture Disc für die Ausstellung zu arbeiten. Als Titel für das Projekt wählten die Brüder das Palindrom To Rococo Rot. Bereits kurze Zeit später veröffentlichten die drei bei Kitty-Yo ihre erste LP, weitere Tonträger kamen bei City Slang und Domino Records heraus. Die Musik der Band bewegte sich zwischen Krautrock, Electronica, Post-Rock, Post-Techno und Dance, Robert Lippok bediente Synthesizer und Sampler. Die Band bestand bis 2014.

### Musikalische Soloprojekte und Kooperationen
Seit Ende der 1990er-Jahre betreibt Lippok als Musiker Soloprojekte und kooperiert projektweise mit anderen Musikerinnen und Musikern sowie bildenden Künstlern. So entstanden z. B. Solo-Veröffentlichungen auf Olaf Benders und Carsten Nicolais Label Raster-Noton und einige Tonträger zusammen mit Barbara Morgenstern.
2006 wurden die Brüder Lippok von dem Pianisten und Komponisten Ludovico Einaudi eingeladen, ihn auf einer Tour zu begleiten. Später nahmen sie unter dem Projektnamen Whitetree ein Album auf, das 2009 herauskam und Einaudis Klavierspiel mit Electro, Perkussion und Krautrock-Elementen verbindet. 2017 begleitete Lippok Einaudi auf einer weiteren Tournee.
Im Rahmen des Projekts „Tanz der Archive“ arbeitete Lippok 2013 mit der Künstlerin Clara Jo an der Filminstallation „24h Dahlem“, einem Auftrag von Humboldt Lab Dahlem und Deutscher Kinemathek. Dabei stellte er mit akustischem Material aus dem Archiv der Kinemathek eine Klanginstallation zusammen.
Während eines Arbeitsstipendiums in Stockholm entstand Robert Lippoks 2018er Elektro-Album Applied Autonomy , daran beteiligt war die schwedische Komponistin Klara Lewis. Lippok und der Designer Lucas Gutierrez entwickelten zu dem Album ein audiovisuelles Konzert. 2019 arbeiteten Lippok und Gutierrez wieder zusammen, diesmal im Rahmen der Berliner Festspiele: Für die Programmreihe „The New Infinity – Neue Kunst für Planetarien“ gestalteten sie Fulldome-Video- und Klanglandschaften.
Robert Lippok tritt auch als Komponist bei Soundinstallationen anderer bildender Künstler in Aktion: er schuf u. a. Musik für Ausstellungen von Olaf Nicolai, Doug Aitken, für Nina Fischer/Maroan el Sani und für Julian Charrieré.

### Als Bühnen- und Kostümbildner
Seit 1993 arbeitet Lippok mit dem Theaterregisseur Sebastian Baumgarten zusammen. Im Zuge dieser Zusammenarbeit entwarf er Bühnen- und Kostümbilder für das Maxim-Gorki-Theater, die Volksbühne Berlin, die Komische Oper Berlin und das Staatstheater Kassel. 2019 war er für Bühnenbild und Kostüme der Inszenierung von Stewart Copelands Oper Electric Saint im Rahmen des Kunstfests Weimar zuständig.

### Musik für Tanztheater
Lippok komponierte die Musik für die 2017 von der Tanzkompanie Dorky Park uraufgeführte Performance „The Pose“ unter der Regie von Constanza Macras. 2019 komponierte er die Musik zu Macras' Stück „Der Palast“, das ebenfalls von Dorky Park aufgeführt wurde, dieses Mal an der Volksbühne.

### Als bildender Künstler
Die Galerie Wohnmaschine, die von Friedrich Loock in seiner Wohnung im Eckhaus August-/Tucholskystraße betrieben wurde, war nach der Wende die erste private Galerie im späteren „Galerienviertel“ Mitte. Hier stellte Lippok kurz vor dem Mauerfall, im Januar 1989, das Werk „Schimmelmaschinen und Schimmel“ aus. Zur Vernissage waren die Gäste aufgefordert, schimmelige Gegenstände mitzubringen, die zusammen mit kinetischen, lediglich Klänge produzierenden Maschinen ausgestellt wurden. Die Schimmelkulturen vermehrten sich in den darauffolgenden zwei Wochen. Der Galerist musste sich jedoch alleine um ihre Beseitigung kümmern: Der Ausreiseantrag des Künstlers war überraschend bewilligt worden und er musste die DDR nun umgehend verlassen. In den auf die Wende folgenden Jahren entwickelte sich die Wohnmaschine (später Galerie Loock) zu einem angesehenen Ausstellungsort für internationale Kunst. Lippok war dort mit den Ausstellungen „steady“ (2001), „Field recordings“ (2003) und „Foggy Boxes“ vertreten. Mit ihnen setzte er seine multimediale Arbeit (Fotografie, Collage, Installation und Sound) fort, die sich oft auf architektonische und geistige Räume bezieht.
Ebenfalls multimedial arbeitete Lippok mit der Soundinstallation „Knitting Smoke“, die 2011 in der Gruppenausstellung „Halleluhwah! Hommage à Can“ im Künstlerhaus Bethanien zu sehen war. Er ließ die Tonfrequenzen des Can-Stücks „Smoke (E.F.S. No. 59)“ für eine Strickmaschine übersetzen, die damit einen gemusterten Pullover erzeugte. Neben dem ausgestellten Kleidungsstück war in der Ausstellung das modulierte Maschinengeräusch der Strickmaschine aus zwei Lautsprechern zu hören.
2012 stellte er im Künstlerhaus Bethanien seine Installation „By the Niger River“ aus, in der er eine Reise nach Mali künstlerisch verarbeitete: Lippok präsentierte in Ségou verwendete mobile elektrische Lampen zusammen mit Aufnahmen von dörflichen Alltagsgeräuschen, und kombinierte das mit Knetmodellen der besuchten Dörfer.
Mit der Soundinstallation „What Is Dance?“ interpretierte Lippok 2017 im Berliner „Meinblau Projektraum“ drei Tänze aus Henry Purcells Semi-Oper The Fairy-Queen neu. Das Werk bestand aus einer Reihe mithilfe von Sensortechnik und Elektromotoren bespielter Objekte und einem Lautsprechersystem. Inspiriert wurde Lippok dazu durch das Œuvre des US-amerikanischen Klangkünstlers Joe Jones. „What is dance?“ wurde im selben Jahr noch im Rahmen des Eufònic Festivals in der katalanischen Templerfestung Castell de Miravet  und im Berliner Hamburger Bahnhof gezeigt.
2019 war Lippok im Rahmen des CTM Festivals mit einer Komposition am vom Label Raster initiierten „Raster.Labor“ beteiligt. Im Rahmen des Festivals legte er außerdem in der zur Eislaufhalle umfunktionierten Halle am Berghain auf.
Lippoks Installation „Objects and Bodies“ (2020) ist derzeit Teil der genreübergreifenden Ausstellung „Techno Worlds“ des Goethe-Instituts. Sie wird von 2021 bis 2026 weltweit gezeigt. In der Installation erzeugt Lippok mithilfe u. a. eines Niederfrequenzoszillators und einer Zimbel, die durch einen elektrodynamischen Steuersender ausgelöst wird, einen einfachen Loop. Gleichzeitig werden auf Monitoren mit Video-Synthesizern generierte synthetische Farben gezeigt. Damit will der Künstler den Zuschauern die Komplexität von Techno nahebringen.
Auf der Biennale di Venezia 2024 bespielte Lippok zusammen mit Nicole L’Huillier, Jan St. Werner und Michael Akstaller den zweiten Standort des deutschen Pavillons, die Insel La Certosa: Im Rahmen des Kunstwerks „Thresholds“ versenkte er brummende Subwoofer im Boden. Auch die anderen Künstler bezogen die Landschaft der Insel in ihre Akustik-Installationen mit ein.

### Weitere Tätigkeiten
2012 war Lippok Stipendiat des u. a. von Olafur Eliasson gegründeten Institut für Raumexperimente, eines an die Universität der Künste Berlin angeschlossenen experimentellen Bildungs- und Forschungsprojekts. Er ist Mitglied des aus dem Institut hervorgegangenen e.V. Lippok ist seit 2017 Dozent am Berliner Zweig der Tisch School of the Arts / New York University und ist Mitglied im Kuratorium des „Spatial Sound Institute“ in Budapest.

## Veröffentlichungen (Auswahl)
- 2018: Applied Autonomy (Raster)
- 2011: B.I.L.L. – Spielwiese Zwei (mit Jaki Liebezeit, Jochen Irmler und Clive Bell / Klangbad)[58]
- 2011: Redsuperstructure (Raster-Noton)
- 2009: Whitetree – Cloudland (mit Ludovico Einaudi und Ronald Lippok)
- 2006: Robot (Western Vinyl)
- 2005: Timeline (mit Jesse Osborne-Lanthier / Geographic North)
- 2005: Tesri (mit Barbara Morgenstern / Monika Enterprise)
- 2004: Falling Into Komëit (Monika Enterprise)
- 2002: Seasons (mit Barbara Morgenstern / Domino)
- 2001: Open Close Open (Raster-Noton)
- 1999: Theatermusik (mit Bo Kondren, Ronald Lippok, Bernd Jestram / Crosstalk)